# Reinhard Senff
Reinhard Senff (* 1956) ist ein deutscher Klassischer Archäologe.
Reinhard Senff studierte Archäologie, Alte Geschichte und Philosophie in Münster, München und London. Nach seiner Promotion 1987 arbeitete er als Wissenschaftlicher Mitarbeiter an der Bayerischen Akademie der Wissenschaften. Von 1990 bis 1994 war er bei Volkmar von Graeve Grabungsassistent in Milet und von 1995 bis 2000 Wissenschaftlicher Assistent am Institut für Archäologie der Ruhr-Universität Bochum. Dort habilitierte er sich 2002 mit einer Arbeit zu den Ausgrabungen in Milet 1899 bis 2001. Seit 2004 war Reinhard Senff Mitarbeiter des Deutschen Archäologischen Instituts (DAI) als zweiter Direktor der Abteilung Athen. Seit 2020 war er erster Wissenschaftlicher Direktor. Er koordinierte die Arbeiten des DAI in Olympia. Im Sommer 2022 trat er in den Ruhestand.

## Schriften
- Das Apollonheiligtum von Idalion. Architektur und Statuenausstattung eines zyprischen Heiligtums. (Studies in Mediterranean Archaeology Vol. 94) Jonsered 1993, ISBN 91-7081-070-2.
- Die Dokumentation der Grabungen in Milet. In: Alexandra Riedel, K. Heine, F. Henze (Hrsg.): Von Handaufmass bis High Tech II. Informationssysteme in der historischen Bauforschung. von Zabern, Mainz 2006, S. 136 ff. ISBN 978-3-8053-3754-0.
- Die Ergebnisse der neuen Grabungen im archaischen Milet - Stratigraphie und Chronologie. In: Justus Cobet u. a. (Hrsg.): Frühes Ionien: Eine Bestandsaufnahme. Panionion-Symposion, 26. September – 1. Oktober 1999. (Milesische Forschungen Bd. 5) von Zabern, Mainz 2007, S. 319 ff.  ISBN 978-3-8053-3770-0.